# Puccinellia tenella
Puccinellia tenella — багаторічна трав'яниста рослина родини Тонконогові (Poaceae), поширена на півночі Північної Америки та Євразії. Етимологія: лат. tenellus — «делікатний».

## Опис
Утворює грудки. Стебла довжиною 5–30 см. Лігули 1–3 мм, урізані чи тупі. Листові пластини плоскі або скручені, 4–7 мм довжиною, шириною 1–2 мм. Суцвіття — волоть. Волоть довгаста або яйцеподібна, 3–12 см довжиною. Колосочки поодинокі, родючі — з квітконіжками. Родючі колоски містять 3–6 родючих квіточок зі зменшеними квітками на вершині. Колоски довгасті, з боків стиснуті, довжиною 3–7 мм; розпадаються при зрілості. Колоскові луски стійкі, несхожі, коротші, ніж колосок. Нижня колоскова луска ланцетна або довгаста, довжиною 0.5–1.5 мм; 0.4–0.7 від довжини верхньої колоскової луски, без кіля, 1-жильна, верхівка зубчаста й урізана або гостра. Верхня колоскова луска яйцювата, довжиною 1.2–2.1 мм, без кіля, 3-жильна, верхівка тупа. Родюча лема довгаста або яйцеподібна або обрізана; довжиною 2–3 мм, без кіля, 5-жильна; поверхня запушена; верхівка зубчаста урізана або тупа. Палея (верхня квіткова луска) одної довжини з лемою, 2-жильна. Пиляків 3, 0.5–1 мм завдовжки.

## Поширення
Північна Америка: Ґренландія, Канада, пн. США; Європа: Росія; Азія: Далекий Схід, Сибір.